# I cavalieri del deserto
Pour plus de détails, voir Fiche technique et Distribution.
I cavalieri del deserto est un film d'aventures italien inachevé réalisé par Osvaldo Valenti et Gino Talamo en 1942. Il met en vedette Valenti, Luisa Ferida et Luigi Pavese. Le film est adapté d'un roman d'Emilio Salgari, et scénarisé par Federico Fellini et Vittorio Mussolini, le fils du dictateur italien Benito Mussolini. Il est produit par l'Alleanza Cinematografica Italiana de Rome, dirigée par Vittorio Mussolini. Valenti et Ferida ont eu une relation amoureuse et ont joué ensemble dans plusieurs films. En 1945, Valenti et Ferida seront fusillés par la Résistance.
Le film est tourné en Libye, avant que la campagne d'Afrique du Nord ne se retourne de manière décisive contre l'Italie et ses alliés. Fellini a peut-être réalisé certaines des scènes libyennes après que Gino Talamo ait été blessé dans un accident de voiture. Le film n'est finalement jamais sorti en raison des défaites subies en Libye, ce qui signifie que son intrigue était désormais un embarras potentiel pour le régime.

## Fiche technique
- Titre original italien : I cavalieri del deserto, sous-titré Gli ultimi tuareg[3]
- Titres de travail : I predoni del deserto ou I predoni del Sahara[3]
- Réalisation : Osvaldo Valenti, Gino Talamo
- Scenario : Federico Fellini, Vittorio Mussolini
- Photographie :	Angelo Jannarelli
- Musique : Renzo Rossellini
- Décors : Virgilio Marchi[3]
- Société de production : Alleanza Cinematografica Italiana
- Pays de production :  Italie
- Langue originale : Italien
- Format : Noir et blanc
- Genre : Aventures

## Distribution
- Osvaldo Valenti : Capitaine Serra
- Luisa Ferida : Ara
- Luigi Pavese : El-Burnì
- Guido Celano
- Piero Lulli
- Erminio Spalla
- Primo Carnera